# Het verzet kraakt
Het verzet kraakt is een Twentse stadsmusical over de oorlogstijd in Twente, waarin de grootste bankroof in Nederland aller tijden een grote rol speelt.
Rondom de musical waren bij zes Twentse musea tentoonstellingen te bezichtigen: in Almelo, Nijverdal, Harbrinkhoek, Rijssen, Vriezenveen en Wierden.
Deze musea toonden verhalen achter de bankroof en rekwisieten uit oorlogstijd. President van De Nederlandsche Bank Klaas Knot opende de tentoonstellingen.
Het originele bankgebouw is verdwenen. De Nederlandse Spoorwegen leenden het treinstel Blauwe Engel uit als decorstuk. Deze trein fungeerde tijdens de voorstelling als symbool van de spoorwegstaking van 1944. Het verzet wilde met de bankroof deze spoorwegstaking financieren.
De musical speelde zich buiten af op het Indiëterrein, maar voor de bezoekers waren er 1300 overdekte zitplaatsen. Alle bezoekers kregen voor de voorstelling een oorlogsmaaltijd aangeboden. Het Theaterhotel Almelo en Wilminktheater en Muziekcentrum Enschede verleenden medewerking aan het spektakel. Daarnaast waren er honderden vrijwilligers op en rond de productie actief. In totaal kostte de productie 1,7 miljoen euro.
Het project won de Cogas Cultuurprijs 2017 en de Musicalworld Award voor beste kortlopende musical.

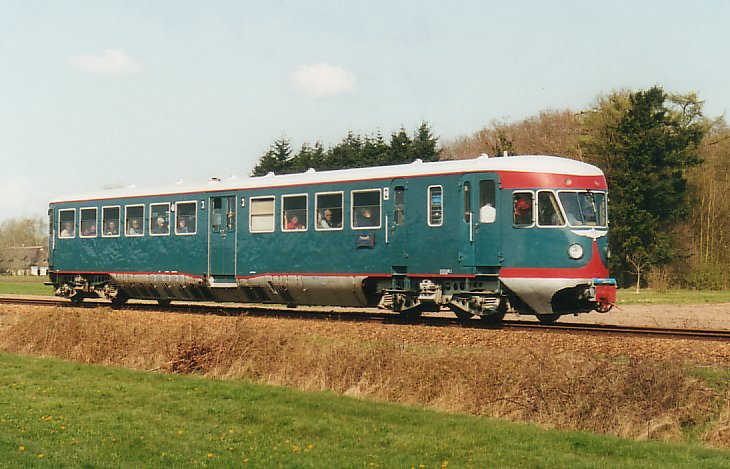
de Blauwe Engel, decorstuk bij begin van het spektakel

## Rolverdeling
De rolverdeling bestaat uit ruim 50 personen: hoofdrolspelers, het ensemble en de kindercast.
- Herman Höften - Bert Geurkink
- Herman Höften (jong) - Jochem Smit
- Derk Smoes - Wolter Weulink
- Christina Smoes - Ellen Kremers
- Douwe Mik - Job Bovelander
- Hein Cannegieter - Laurens van Lottum
- Oskar Konrad Gerbig - Ian Bok